# Nelson Goodman
Henry Nelson Goodman, ameriški filozof, * 7. avgust 1906, Somerville, ZDA, † 21. november 1998, Needham, ZDA.
Znan je po svojem delu na področjih protidejstvenega mišlenja, mereologije, problema indukcije, irrealizma in estetike.

## Življenje
Henry Nelson Goodman se je rodil 7. avgusta 1906 v mestu Somerville, v zvezni državi Massachusetts kot edini otrok materi Sarah Elizabeth in očetu Henryju Lewisu Goodmanu.
Leta 1928 je diplomiral na Univerzi Harvard v Cambridgeu pri profesorjih C. I. Lewisu, ki je bil tudi kasneje njegov doktorski mentor, A. N. Whiteheadu, H. Schefferju, W. E. Hookingu in R. B. Perryju. Leta 1940 mu je s knjigo A Study of Qualities uspelo pridobiti naziv doktorja znanosti (Ph.D.).
Med leti 1928 iz 1940 je bil direktor umetnostne galerije Walker-Goodman Art Gallery v Bostonu, kar je po mnenju mnogih tudi vzrok za zakasnitev doktorske disertacije. S tem je zaslužil več kot njegovi akademski mentorji. Finančna neodvisnost mu je omogočala, da je plaval proti takratnemu akademskemu toku idej. V galeriji je srečal svojo bodočo ženo, Katherine Sturgis, priznano slikarko. Njun odnos je dal Goodmanu drugačen vpogled na umetnikovo dojemanje sveta, kar je bil razlog za njegova prebojna dela v estetiki.
V času druge svetovne vojne je služil v ameriški vojski. Po odsluženju vojaškega roka je sprva poučeval kot inštruktor filozofije na kolidžu Tufts in kasneje kot profesor na Pensilvanski in Brandeis univerzi. Nazadnje se je vrnil na Harvard, kjer je poučeval filozofijo do leta 1977. Na Harvardu je leta 1967 ustanovil fundacijo Project-Zero z namenom izboljšanja izobraževanja na področju umetnosti. Bil je tudi zbiratelj umenin ter sodeloval pri nastanku treh multimedijskih uprizoritev: Hockey Seen: A Nightmare in Three Periods and Sudden Death; Rabbit, Run in Variations: An Illustrated Lecture Concert.
Za posledicami kapi je umrl 25. novembra 1998 v Needhamu, Massachusetts, v starosti 92 let.

## Goodmanova filozofija
Goodmanova filozofija je opisana v štirih glavnih delih: Fact, Fiction and Forecast (1955), Jeziki umetnosti (1976), Načini svetovne produkcije (1978) in Catherine Elgin, Reconceptions in Philosophy and Other Arts and Sciences (1988).

### Umetnost in Jeziki umetnosti
Umetnost se je pojavila več tisočletij pred filozofijo. Kljub temu, da je umetnost na svetu prisotna dlje časa kot filozofija, je bila v veliki filozofski renesanci, ki se je začela z Descartesom v zgodnjih sedemnajstem stoletju, relativno zanemarjena. Toda umetnost v vseh svojih oblikah izraža temeljne človeške potrebe in želje. Dopolnjuje logiko in znanost, zato zahteva s filozofijo enak položaj. Velik uspeh Goodmana je bil odpiranje načina vključevanja umetnosti v svetovno filozofijo. V svojih prizadevanjih ni bil sam. Arthur Danto je razvil alternativo in v mnogih pogledih veliko dostopnejši pristop, ki je poenostavil mnenje, da je umetnost utelešena izkušnja (What Art Is (2013) in The Transformation of Commonplace (1981)).
Goodman predstavlja simbolno-teoretski pristop k umetnosti. Umetnine so (zapleteni) simboli in kot taki delujejo kognitivno. Umetnost, tako kot znanost in filozofija, prispeva k našemu razmišljanju, dojemanju in razlaganju sveta, vendar je za to potreben umski napor. Za razumevanje portreta, partita ali pas de deuxa, verjame Goodman, da to ne pomeni naj bi bilo lepo, ceniti, ugotoviti, kaj je avtor načrtoval zanj, ali imeti tako imenovano »estetsko doživetje«. Pomembno je, da delo razumemo, da si ga pravilno razlagamo - prepoznamo, kaj simbolizira in kako se prilega z drugimi svetovnimi različicami in vizijami. Razumevanje umetniških del ni stvar pasivne absorpcije, temveč aktivnega intelektualnega sodelovanja s simboli, katerih sintaktične in semantične značilnosti so pogosto neučinkovite. Tako kot v znanosti je pravilna interpretacija v umetnosti pomembna.

### Indukcija in »grue«
Goodman je v svoji knjigi Fact, Fiction and Forecast napovedal "novo uvodno indukcijo", poimenovano po analogiji s klasičnim problemom indukcije Huma. Sprejel je Humejevo ugotovitev, da je induktivno sklepanje (sklepanje iz preteklih izkušenj o dogodkih v prihodnosti) temeljilo samo na človeški navadi in pravilnosti, na katere se je navadil naš vsakodnevni obstoj.
»Uganka indukcije«
Goodman si je v svojem življenju postavil lastni izziv, imenovan "New Riddle of Induction".
Upoštevajte naslednji dve (domnevno resnični) izjavi:
(B1) Ta kos bakra prevaja električno energijo. (B2) Ta človek v sobi je tretji sin.
B1 je primer potrditve naslednje izjave: (L1) Vsi kosi bakra prevajajo električno energijo.
Ali B2 potrdi kaj podobnega kot L2? (L2) Vsi moški v tej sobi so tretji sinovi.
Očitno je, da ne. Obe izjavi (L1 in L2) sta zgrajeni v skladu z enakim sintaktičnim postopkom iz izjav o dokazih. Zato se zdi da razlog B1 potrjuje L1, vendar B2 ne potrdi L2. Razlog je, da so izjave, kot je L1, naravno zakonske, medtem ko izjave, kot je L2, v najboljšem primeru izrazijo naključno resnične posplošitve. Izjave v obliki zakona narave, v nasprotju z naključno resničnimi splošnimi izjavami, potrjujejo njihovi primeri in podporni nasprotni dejanski učinki. L1 podpira protislovno trditev, da če bi se nekaj dotikalo koščka bakra, bi prevajala električno energijo. V nasprotju s tem, če domnevamo, da je resnično res, L2 ne bi podprl tega, če bi bil v prostoru poljuben človek, bi bil tretji sin. Da bi razločili med tem, katere izjave so zakonske (naravne, logične) in katere izjave niso, je torej v filozofiji postalo zelo pomembno. Za to je potreben zadovoljiv prikaz indukcije, pa tudi razlaga in napovedovanje. Goodman pa kaže, da je to zelo težko pridobiti.
Tukaj naletimo na uganko. Recimo, da raziskujemo barvne lastnosti dragih kamnov, smaragdov. Vsi smaragdi, ki smo jih pregledali pred določenim časom t, so bili zeleni. Predvidevamo lahko, da bo naslednji, ki ga bomo videli, tudi zelen. To je klasična težava indukcije: kako lahko vemo, da se bo vesolje obnašalo enotno? Goodman uvaja dodaten problem. Zagotoviti moramo razloge, zakaj so nekatere vrste enotnosti pomembne in druge ne. Pravi, da namesto zelene in modre, uporabljamo predikate, ki so »grue« in »bleen«. Grue pomeni "zeleno do časa t in modro po tem." Bleen pomeni "modro, dokler ni časa t in zeleno po tem." Zato v času t, brez kakršnega koli drugega spreminjanja, smaragdni spremenijo barvo od grue do bleen. Če preučimo smaragde pred časom in ugotovimo, da je smaragd a zelen, smaragd b zelen in tako naprej, bo vsak potrdil hipotezo, da so vsi smaragdi zeleni. Vendar pa smaragdi a, b, c, .. itd. potrjuje tudi hipotezo, da so vsi smaragdi grueji. Torej, pred časom t, navidezno zakonsko utemeljene izjave »Vsi smaragdi so zeleni« in »Vsi smaragdi so grueji«, so enako dobro potrjeni z opazovanjem, vendar očitno »Vsi smaragdi so grueji« ni zakonska izjava.
Goodmanov primer je pokazal, da je težava pri določanju, kako so sestavljene zakonske izjave, veliko večja od prej omenjene, in da se spet srečujemo z začetno dilemo, da "karkoli lahko potrdi vse".

### Nominalizem in mereologija
Goodman in Stanislaw Lesniewski sta ustanovitelja sodobne variante nominalizma, ki trdi, da filozofija, logika in matematika ne bi smele dopuščati teorije množic. Goodmanov nominalizem je bil ustvarjen zgolj z ontološkimi premisleki. Po dolgem in težkem dokumentu iz leta 1947, ki je bil posvečen W. V. O. Quineju, se je Goodman večkrat trudil, da bi poiskal način za rekonstrukcijo matematike, medtem ko je izdal teorijo množic, diskreditirano kot edini temelj matematike od leta 1913.
Program Davida Hilberta, rekonstruiran iz logičnih aksiomov, je Gödel leta 1936 dokazal za neuspešnega in brezplodnega. Zaradi tega in drugih neuspehov navidezno plodnih raziskovalnih smeri je Quine kmalu začutil, da je takšna rekonstrukcija nemogoča, toda Goodmanov sodelavec Richard Penn Milton Martin trdil drugače s pisanjem več dokumentov, ki kažejo pot naprej.
V skladu s spremno besedo Thomasa Tymoczka v »New directions in the philosophy of mathematics«, je Quine pozval, »da opustimo razlikovanje matematike in znanosti z ad hoc napravami in samo sprejmemo posledično asimilacijo« in postavil "ključno breme na teorije (omrežje stavkov), ki jih sprejemamo, ne na posamezne stavke, katerih pomen se lahko dramatično spremeni glede na njihov teoretski kontekst. " Pri tem je Tymoczko trdil, da sta filozofija matematike in znanosti združeni v kvazi - empiricizem (poudarek na matematični praksi kot učinkovitem delu znanstvene metode in poudarek na metodi pred rezultatom).
Kot dodiplomska študenta sta Goodman in Henry Leonard razvila različico mereologije, ki so jo imenovali izračun posameznikov. Izpopoljnjen v Strukturi videza (The Structure of Appearance), utemeljuje Goodmanov nominalizem. Goodman razlikuje med mereologijo in teorijo množic, tako da razlika leži v omejitvah gradnje, ki jih le-te dovoljujejo. Teorija nastavi neskončno veliko različnih subjektov - množice množice množice množic - vse sestavljene iz istih osnovnih elementov. Mereologija meni, da so isti elementi del samo ene same celote. Goodmanov nominalizem sestavlja zavrnitev prepoznavanja več kot ene sestavine, ki je sestavljena iz popolnoma enakih osnovnih elementov. To ne govori o metafizični sestavi elementov.

## Dela
- The Calculus of Individuals and Its Uses (soavtor H. S. Leonardo), Journal of Symbolic Logic 5: 45-55, 1940
- A Study of Qualities (Diss. Harvard U.), 1941; ponovna izdaja (New York: Garland), 1990
- A Query of Confirmation, The Journal of Philosophy: 43(14): 383-385, 1946
- Steps Toward a Constructive Nominalism (soavtor W. V. O. Quine), Journal of Symbolic Logic 12: 105-122, 1947; ponovna izdaja. V: Nelson Goodman, Problems and Projects: 173-198. (Bobbs-Merrill), 1972
- The Structure of Appearance (Harvard UP), 1951; ponovna izdaja (Indianapolis: Bobbs-Merrill), 1966; ponovna izdaja (Boston: Reidel), 1977
- Fact, Fiction, and Forecast (Cambridge, MA: Harvard UP), 1955; ponovna izdaja (Indianapolis: Bobbs-Merrill), 1965; ponovna izdaja (Indianapolis: Bobbs-Merrill), 1973; ponovna izdaja (Cambridge, MA: Harvard UP), 1983
- Languages of Art: An Approach to a Theory of Symbols (Indianapolis: Bobbs-Merrill), 1968; ponovna izdaja (Indianapolis: Hackett), 1976
- Basic Abilities Required for Understanding and Creation in the Arts: Final Report (soavtorji David Perkins, Howard Gardner in Jeanne Bamberger idr.) (Cambridge: Harvard University, Graduate School of Education), 1972
- Problems and Projects (Indianapolis: Bobbs-Merrill), 1972
- Ways of Worldmaking (Indianapolis: Hackett), 1978
- Of Mind and Other Matters (Cambridge, MA: Harvard UP), 1984
- Reconceptions in Philosophy and other Arts and Sciences (soavtor Catherine Elgin) (Indianapolis: Hackett; London: Routledge), 1988
- Prevedeno v slovenščino
- Art and understanding (Umetnost in razumevanje). V: Umetnina: kaj je to? (Ljubljana: *cf. & SCCA), 1999